# Robert Gligorov
Robert Gligorov (Kriva Palanka, 1960) è un artista macedone che vive e lavora a Milano.
Gliglorov realizza installazioni misteriose, dissonanti e un po' irreali e provocatorie. Il risultato cerca sempre di generare shock nel visitatore, creando un corto circuito sensazionalistico tra reale e immaginario, volendo scandalizzare o addirittura disturbare.
Le sue opere caratterizzate da attimi di dolcezza ed armonia spingono l'osservatore ad una dura riflessione sull'esistenza dell'uomo, caratterizzata da una comune sofferenza.
La sua arte è stata esposta in numerosi musei d'Italia e d'Europa.
Il nome di Robert Gligorov è legato agli esordi dei Bluvertigo di cui fu talent scout e che nei primi anni ‘90 hanno pubblicato sue opere come copertine di due album del gruppo, Acidi e basi e Metallo non metallo; inoltre è sua la regia del videoclip di "LSD- La Sua Dimensione" dal primo album della band Acidi e basi..
Tra il 2014 e il 2017 ha dato vita alla rivista d'artista "Hystery", contenente esclusivamente dei propri lavori.

## Mostre selezionate
- Cortesie per gli ospiti: Giampaolo Abbondio (Galleria Pack), a cura di Luigi De Ambrogi, Palazzo Collicola arti visive - Museo Carandente, Spoleto, 2017.